# Apomecyna bremeri
Apomecyna bremeri là một loài bọ cánh cứng trong họ Cerambycidae.